# Шимон Ђармати
Шимон Ђармати (Зрењанин, 1952) је српски књижевник и професор најпознатији по својим књигама о отровима, укључујући документарни роман о Баба Анујки. Аутор је великог броја уџбеника из области екологије.

## Књижевни рад
- Последице хемијске контаминације у миру и рату (1989)
- Токсини биолошког порекла - трећа генерација бојних отрова (1994)
- Екоколологија (2003)
- А у срцу Банат (2003)
- Тајна последњег гутљаја (отрови, тровачи и отровани) (2004)[2]
- Разорне силе (2004)
- Старински зидни сар у улици Уроша Предића (2005)
- Отровни Шекспир - Шекпирови отрови (2006)
- Баба Анујка врачара из Владимировца (2007)[3]
- Маријаш последњи банатскки разбојник (2007)
- Загађење и заштита ваздуха (2007)
- Чврст и опасан отпад (2007)
- Тровања у Торку (2008)
- Менаџмент отпада (2009)
- Екотоксикологија (2009)
- Врачаре, надрилекари, вампири и зли дуси у Србији (2009)
- Хајдучка времена у Србији (2009)[4]
- Имате ли кефало 1-3 (2005/2018/2019) књиге за децу
- Баба Анујка банатска вештица први серијски убица у Србији (2021)[5]
- Љубав у Орловату -приче (2021)[6]
- Живот уме да буде фер - роман (2022)
- Лела Фатална - прва старлета Краљевине Југославије (2023)[7]
- Мрачне тајне београдских врачара (2024)
- Мајмунац - краљ београдских апаша (2025)